# Alvito (Lisboa)
O Alvito é um bairro da cidade de Lisboa, que foi projectado em 1937 pelo arquitecto Paulino Montez.
Inicialmente designava-se por Bairro Doutor Oliveira Salazar.
Sendo um bairro de casas económicas, evidencia uma arquitectura modernista, que durante muito tempo foi apontada como «exemplo a não seguir» pelos defensores da chamada «casa portuguesa».
O bairro situa-se dentro do perímetro de Monsanto; visto de cima tem uma configuração triangular e possui dois equipamentos comunitários importantes: Biblioteca Municipal e Escola Primária do Alvito, instalações ocupadas hoje pelo Teatro A Lanterna Mágica.